# اورانگوتان بورنئویی
اورانگوتان بورنئویی(نام علمی: Pongo pygmaeus) گونه‌ای از اورانگوتان بومی جزیرهٔ بورنئو است. این گونه به همراه گونهٔ کوچکتر اورانگوتان سوماترایی به تنها سردهٔ کپی‌های بزرگ بومی آسیا تعلق دارد.
متوسط عمر اورانگوتان بورنئویی در حیات وحش ۳۵ تا ۴۰ سال، و در اسارت تا ۶۰ سال است. نرها به‌طور متوسط ۷۵ کیلوگرم (۱۰۰–۵۰ کیلوگرم) وزن و ۱٫۴–۱٫۲ قد، و ماده‌ها به‌طور متوسط ۳۸٫۵ کیلوگرم (۵۰–۳۰ کیلوگرم) وزن و ۱٫۲–۱ متر قد دارد.

## طبقه‌بندی
مدارکی دال بر وجود جریان ژنی میان دو جمعیت جداافتادهٔ جغرافیایی اورانگوتان بورنئویی و سوماترایی تا همین اواخر وجود دارد. گونه‌های اورانگوتان سوماترایی و بورنئویی حدود ۱٫۷–۱٫۵ میلیون سال پیش از هم جدایی یافته‌اند. این واقعه پیش از جدایش جغرافیایی دو جزیره (بورنئو و سوماترا) رخ داده‌است. با وجود اینکه دوری دو گونهٔ اورانگوتان‌ها نسبت به دوری شامپانزهٔ معمولی و بونوبو بیشتر است، این دو گونه تا ۱۹۹۶ یک زیرگونه به‌شمار می‌آمدند نه دو گونهٔ مجزا.

## بوم‌شناسی
اورانگوتان بورنئویی در جنگل‌های پهن‌برگ گرمسیری و زیر استوایی در نواحی پست بورنئو تا ارتفاع ۱۵۰۰ متری کوه‌هایش زندگی می‌کند. آن‌ها در بلندی‌های مختلف درختان به‌سر می‌برند و برای یافتن درختان پربار گاه مسافت‌های طولانی را می‌پیمایند. رژیم غذایی آن‌ها از میوه، جوانه، پوست درخت و تخم پرندگان تشکیل یافته‌است. آن‌ها همچنین حشره می‌خورند ولی نه به اندازهٔ اورانگوتان سوماترایی. آن‌ها گاهی در حین استفاده از نیزه برای گرفتن ماهی هم دیده شده‌اند.
اورانگوتان بورنئویی نسبت به نوع سوماترایی زمان بیشتری را روی زمین می‌گذارند. احتمال داده می‌شود که این به دلیل نبود جانوران شکارچی بزرگ در بورنئو نسبت به جزیرهٔ سوماتراست که شکارچیانی چون ببر سوماترا دارد.

## رفتار و تولید مثل
اورانگوتان بورنئویی منزوی‌تر از اورانگوتان سوماترا یی است. دو یا سه اورانگوتان که قلمروهای نزدیک دارند شاید برای مدت زمان‌های کوتاهی با هم ارتباط برقرار کنند. نرها و ماده‌ها معمولاً فقط برای جفت‌گیری نزدیک هم می‌آیند.
اورانگوتان‌های تازه‌متولدشده هر سه تا چهار ساعت پرستاری می‌شوند، و تا چهار ماهگی شروع به دریافت غذاهای نرم از لب‌های مادرشان می‌کنند. در یک سال اول زندگی نوزاد با گره زدن انگشتان از شکم مادرش آویزان می‌شود. نوزادان تا هشت تا نه سالگی کنار مادرشان می‌مانند و به نسبت دیگر کپی‌ها دورهٔ خردسالی طولانی‌تری دارند.

## وضعیت حفاظت

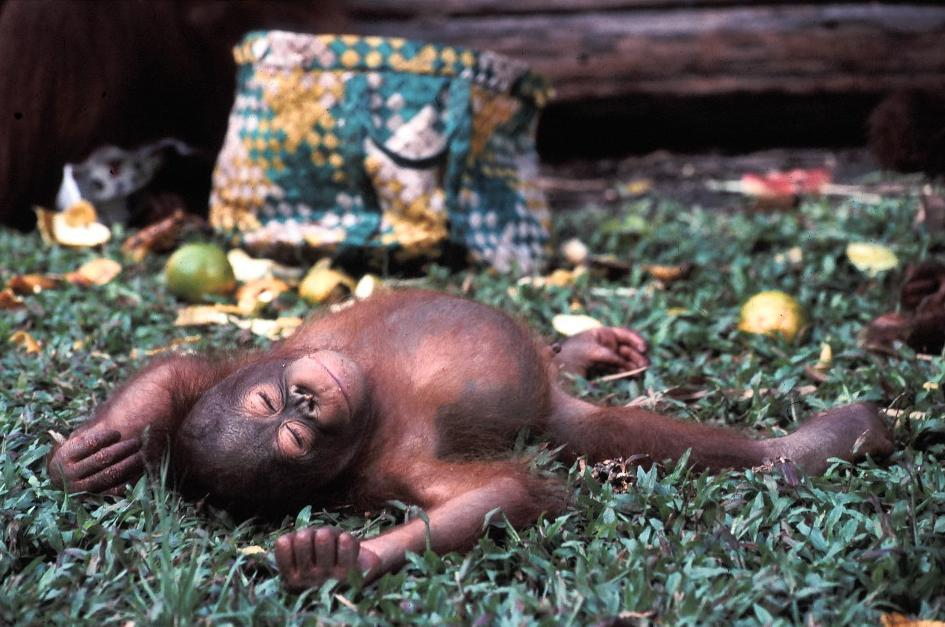
اورانگوتان بورنئویی

اورانگوتان بورنئویی از اورانگوتان سوماترایی متعارف‌تر است. تنها ۷۵۰۰ اورانگوتان سوماترایی باقی‌مانده، ولی جمعیت وحشی اورانگوتان بورنئویی ۴۵۰۰۰ است. اورانگوتانها به‌طور روزافزونی در اثر تخریب زیست‌گاه و شکار غیرقانونی در معرض خطر هستند. اورانگوتان‌های کوچک برای فروش به عنوان حیوان خانگی گیر انداخته می‌شوند و معمولاً مادر آن‌ها به علت اینکه جدا کردن‌شان از فرزند سخت است کشته می‌شوند.